# Việt sử tân biên
Việt sử tân biên là một bộ sách quy mô về Lịch sử Việt Nam, gồm 5 tập, chia làm 7 quyển do sử gia Phạm Văn Sơn biên soạn và phát hành từng tập từ năm 1956 đến năm 1972 tại Sài Gòn.

## Nội dung
1. Quyển 1: Thượng và Trung cổ thời đại (Nhà sách Khai Trí, 1956, Sài Gòn). Tựa của GS. Nguyễn Đăng Thục.
2. Quyển 2: Trần - Lê thời đại. Nhà xuất bản. Văn Hữu Á Châu, Sài Gòn, 1958
3. Quyển 3: Nam Bắc phân tranh hay là Loạn phong kiến Việt Nam. Tác giả giữ bản quyền, Sài Gòn, 1959.
4. Quyển 4: Từ Tây Sơn mạt điệp đến Nguyễn sơ, Tác giả giữ bản quyền, Sài Gòn, 1961.
5. Quyển 5 (tập 5 Thượng): Việt Nam kháng Pháp sử. Tác giả giữ bản quyền, Sài Gòn, 1962.
6. Quyển 6 (tập 5 Trung): Việt Nam cách mạng cận sử (1885-1914), Sài Gòn, 1963. In tại nhà in Bùi Trọng Thúc (đường Võ Tánh, Phú Nhuận), Sài Gòn, 1963
7. Quyển 7 (tập 5 Hạ): Chế độ Pháp thuộc ở Việt Nam. Tác giả giữ bản quyền. Sài Gòn, 1972.